# Maja Kleczewska
Maja Kleczewska-Kondrat (* 1973) ist eine polnische Theaterregisseurin.

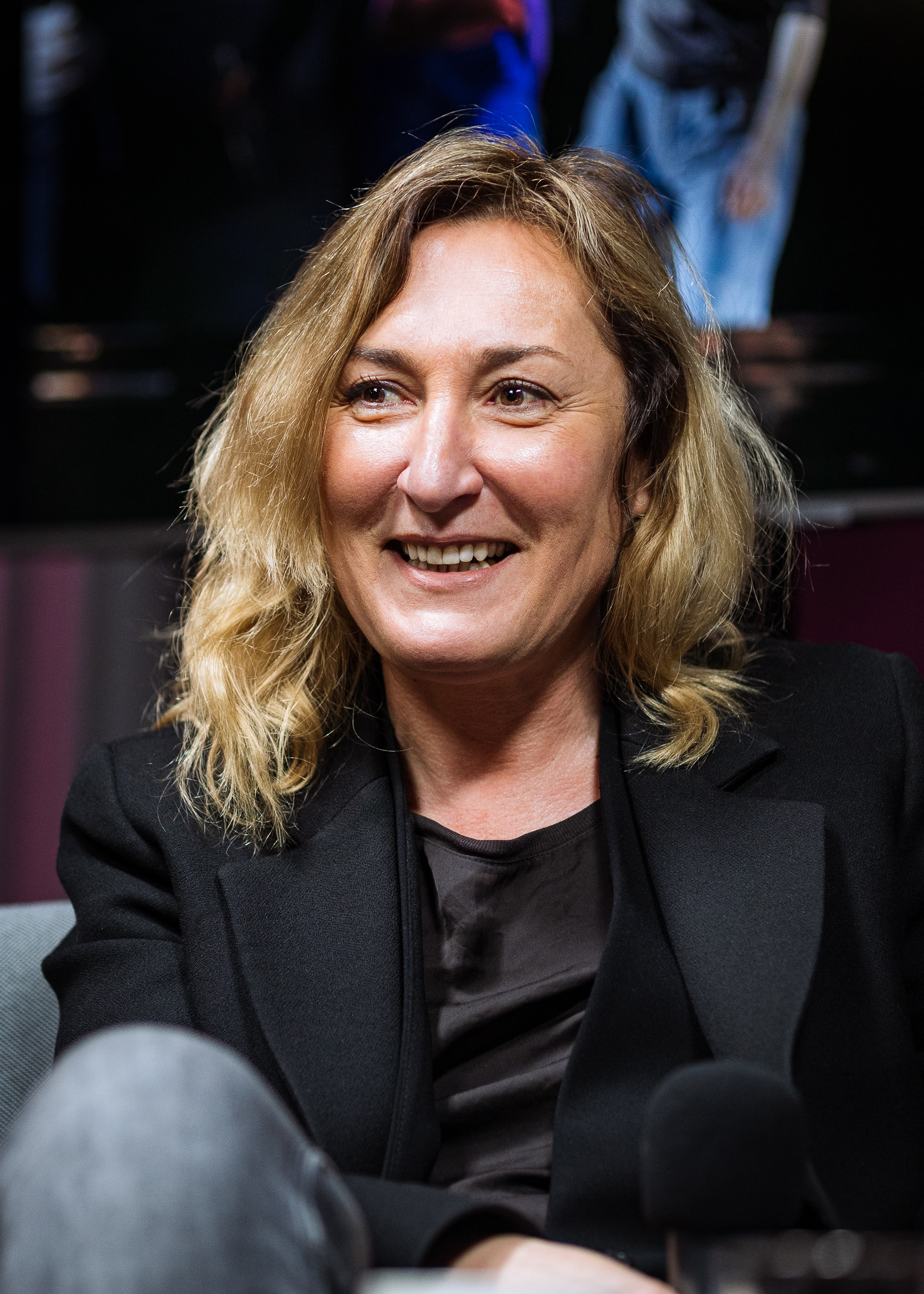
Maja Kleczewska (2024)

Maja Kleczewska studierte Theaterregie an der Staatlichen Krakauer Theaterhochschule PWST. Bereits in den 1990er Jahren assistierte sie bei Krzysztof Warlikowski in Warschau. Ihr Regiedebüt gab sie 2000 am Slowacki-Theater in Krakau. Erste Erfolge hatte sie mit Inszenierungen in der polnischen Provinz. Sie inszenierte an den Theatern in Jelenia Góra, Wałbrzych, Opole und Kalisz. Der endgültige Durchbruch gelang 2006 mit ihrer Adaption vom Sommernachtstraum am Teatr Stary in Krakau. Im gleichen Jahr wurde sie mit dem Paszport-Preis für junge polnische Künstler des polnischen Wochenmagazins Polityka ausgezeichnet. Im Februar 2009 hat ihre Version von Shakespeares Sturm am Deutschen Theater in Berlin Premiere.

## Inszenierungen (Auswahl)
- 2000 – Jordan nach Anne Reynolds und Moira Buffini in Krakau
- 2002 – Einer flog über das Kuckucksnest von Dale Wasserman in Wałbrzych
- 2003 – Nur Pferden gibt man den Gnadenschuss von Horace McCoy
- 2004 – Die Möwe von Anton Tschechow in Jelenia Góra
- 2004 – Macbeth von William Shakespeare in Opole
- 2005 – Woyzeck von Georg Büchner in Kalisz
- 2006 – Ein Sommernachtstraum von William Shakespeare in Krakau
- 2006 – Phaedra von Jean Racine nach Euripides am Teatr Narodowy in Warschau
- 2007 – Zerbombt von Sarah Kane am Teatr Naradowy in Warschau